# Louis Giscard d'Estaing
Pour les autres membres de la famille, voir Famille Giscard d'Estaing.
Louis Giscard d'Estaing, né le 20 octobre 1958 dans le 15e arrondissement de Paris, est un homme politique français, membre de l’UDF, de l'UMP puis de l'UDI. 
Fils de l'ancien président de la République française Valéry Giscard d'Estaing, chef d'entreprise, il est député de la 3e circonscription du Puy-de-Dôme de 2002 à 2012, maire de Chamalières depuis 2005 et conseiller régional d'Auvergne-Rhône-Alpes depuis 2016.

## Biographie

### Famille
Il est le fils cadet de Valéry Giscard d'Estaing, président de la République française de 1974 à 1981, et d'Anne-Aymone Sauvage de Brantes. Il se marie, à Saint-Saturnin en mai 1996, avec Nawal Alexandra Ebeid, musicologue diplômée de musique de l'université américaine George Washington, née à Pasadena (Californie) le 1er mars 1959 et morte d'un cancer à Paris le 6 septembre 2011, à l'âge de 52 ans. Le couple a un fils, Pierre-Louis Giscard d'Estaing.
Il se remarie en janvier 2016 avec Claire Labic.

### Carrière professionnelle
Louis Giscard d'Estaing travaille pour le groupe LVMH en Grande-Bretagne, aux États-Unis et en France lorsqu'il ouvre sa carrière politique. Il a par ailleurs fondé une entreprise d'édition et de presse spécialisée à l'âge de 23 ans, Étalons Éditions, qui existe toujours trente ans après sa création.
Il est diplômé de l'ESC Rouen, du DESS de défense de Paris II et d'un MBA de l'INSEAD (1987).
Après avoir été élève officier de réserve à Saumur, il est promu Colonel dans la réserve opérationnelle (2007).

### Parcours politique
Élu conseiller municipal de Chamalières, ville dont son père a été maire de 1967 à 1974, il devient député de la 3e circonscription du Puy-de-Dôme, autre terre d'élection de son père, en 2002. En 2005, il devient maire de Chamalières, succédant à Claude Wolff, décédé en cours de mandat. Lors des élections municipales de 2008, la liste qu'il conduit l'emporte avec 56,96 % des voix au premier tour.
Réélu député le 17 juin 2007 avec 53,09 % des voix, il est vice-président de l'Assemblée nationale de juillet 2011 à juin 2012. Il est membre de la commission des Finances de 2002 à 2012, et en est le vice-président de 2007 à 2012. Il est battu au second tour des élections législatives de 2012 dans la 3e circonscription du Puy-de-Dôme, avec 49,17 % des voix, face à la candidate écologiste Danielle Auroi.
Louis Giscard d'Estaing milite notamment pour l'instauration d'un billet de banque d'un euro comme c'est le cas aux États-Unis avec le billet d'un dollar américain. Cette initiative a, selon lui, en plus de l'avantage pratique de pouvoir s'échanger dans un bureau de change, à la différence des pièces, d'espérer une meilleure prise en compte de la valeur de l'euro sur le pouvoir d'achat des Européens.
Début avril 2013, il annonce sa candidature, soutenue par l'Union des démocrates et indépendants (UDI), à l'élection législative partielle dans la première circonscription des Français établis hors de France (Français établis aux États-Unis et au Canada). À l'issue du premier tour, le 25 mai 2013, Louis Giscard d'Estaing arrive en quatrième position, avec 8,62 % des voix,,,.
La liste qu'il mène aux élections municipales de 2014 à Chamalières obtient la majorité des suffrages (58,42 %) dès le premier tour, ce qui permet à Louis Giscard d'Estaing d'être réélu maire,. Il est élu conseiller régional de la nouvelle région Auvergne-Rhône-Alpes lors des élections régionales de 2015. Il devient conseiller spécial délégué à la promotion internationale de la région.
Lors des élections législatives de 2017, il se présente dans la 3e circonscription du Puy-de-Dôme, sous l'étiquette UDI. Il est présent au second tour, mais perd contre Laurence Vichnievsky (La République en marche) avec 43,98 % des bulletins exprimés. En janvier 2018, il renonce à briguer la présidence de l'UDI après en avoir annoncé son intention.
Il figure en troisième position sur la liste UDI pour les élections européennes de 2019 en France. La liste obtient 2,5 % des suffrages exprimés, ce qui ne lui permet pas d’être élu au Parlement européen.
En novembre 2019, Louis Giscard d'Estaing annonce qu'il est candidat à sa succession lors des élections municipales de 2020. En juin 2020, il est élu au second tour avec 48,37 % des voix dans une triangulaire.

## Synthèse des résultats électoraux

### Élections législatives
| Année | Parti             | Parti | Circonscription                         | 1er tour | 1er tour | 1er tour | 2d tour | 2d tour | 2d tour | Issue |
| Année | Parti             | Parti | Circonscription                         | Voix     | %        | Rang     | Voix    | %       | Rang    | Issue |
| ----- | ----------------- | ----- | --------------------------------------- | -------- | -------- | -------- | ------- | ------- | ------- | ----- |
| 2002  |                   | UMP   | 3e du Puy-de-Dôme                       | 11 907   | 24,61    | 2e       | 22 913  | 53,75   | 1er     | Élu   |
| 2007  | 20 549            | UMP   | 3e du Puy-de-Dôme                       | 44,64    | 1er      | 23 790   | 53,09   | 1er     | Élu     |       |
| 2012  | 20 426            | UMP   | 3e du Puy-de-Dôme                       | 39,36    | 1er      | 25 979   | 49,08   | 2e      | Battu   |       |
| 2013  |                   | UDI   | 1re des Français établis hors de France | 1 735    | 8,63     | 4e       |         |         |         | Battu |
| 2017  | 3e du Puy-de-Dôme | UDI   | 10 043                                  | 21,07    | 2e       | 15 966   | 43,98   | 2e      | Battu   |       |

### Élections municipales
Les résultats ci-dessous concernent uniquement les élections où il est tête de liste.
| Année | Liste | Liste | Commune     | 1er tour | 1er tour | 1er tour | 2d tour | 2d tour | 2d tour | Sièges obtenus |
| Année | Liste | Liste | Commune     | Voix     | %        | Rang     | Voix    | %       | Rang    | Sièges obtenus |
| ----- | ----- | ----- | ----------- | -------- | -------- | -------- | ------- | ------- | ------- | -------------- |
| 2008  |       | UMP   | Chamalières | 4 169    | 56,96    | 1er      |         |         |         | 26 / 33        |
| 2014  |       | UDI   | Chamalières | 4 243    | 58,43    | 1er      |         |         |         | 27 / 33        |
| 2020  | 2 146 | UDI   | Chamalières | 42,78    | 1er      | 2 505    | 48,37   | 1er     | 25 / 33 |                |

## Détail des mandats et fonctions

### Au niveau national
- 19 juin 2002 – 19 juin 2012 : député de la 3e circonscription du Puy-de-Dôme
- 7 juillet 2011 – 19 juin 2012 : vice-président de l'Assemblée nationale
- 2007-2012 : vice-président de la commission des Finances à l'Assemblée nationale, président du groupe parlementaire d'amitié France-États-Unis
- 2002-2007 : président du groupe parlementaire d'amitié France-Égypte

### Au niveau local
- 19 juin 1995 – 18 mars 2001 : conseiller municipal de Royat (Puy-de-Dôme)
- 19 mars 2001 – 16 mai 2005 : adjoint au maire de Chamalières (Puy-de-Dôme)
- 23 juin 2005 – 16 mars 2008 : vice-président de Clermont Auvergne Métropole
- Depuis le 17 mai 2005 : maire de Chamalières
- Depuis le 4 janvier 2016 : conseiller régional d'Auvergne-Rhône-Alpes

### Autres fonctions
- Membre de la Société des Cincinnati
- Membre du Conseil d'administration de la French-American Foundation[17]
- Président de l'Association des villes marraines des forces armées[18] depuis juin 2014
- Vice-président de l'UDI
- Président-fondateur du club de réflexion Les Idées[19]
- Membre du Conseil d'administration du Cercle France-Amériques[20]

## Récompenses et distinctions

### Décorations
- Chevalier de la Légion d'honneur[21] (2014).